# Brouchy
Brouchy és un municipi francès situat al departament del Somme i a la regió dels Alts de França. L'any 2007 tenia 587 habitants.

## Demografia

### Població

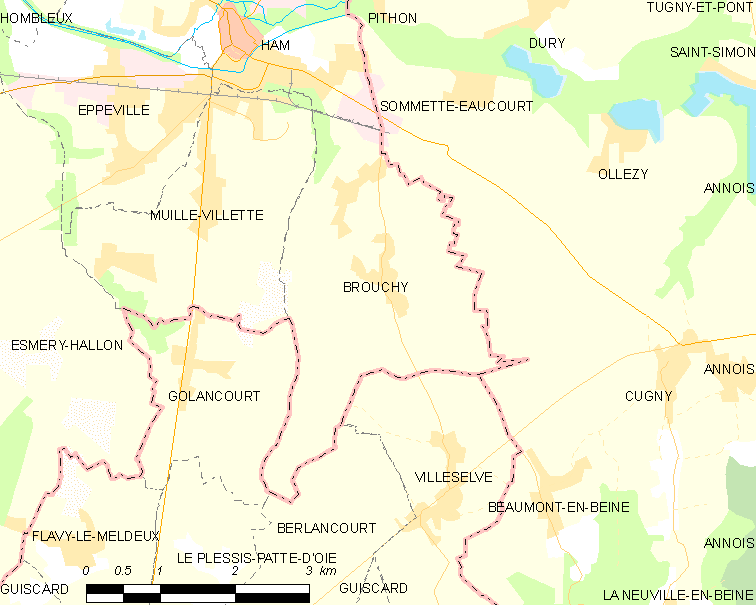
mapa del municipi

El 2007 la població de fet de Brouchy era de 587 persones. Hi havia 234 famílies de les quals 58 eren unipersonals (29 homes vivint sols i 29 dones vivint soles), 82 parelles sense fills, 86 parelles amb fills i 8 famílies monoparentals amb fills.
La població ha evolucionat segons el següent gràfic:
Habitants censats

### Habitatges

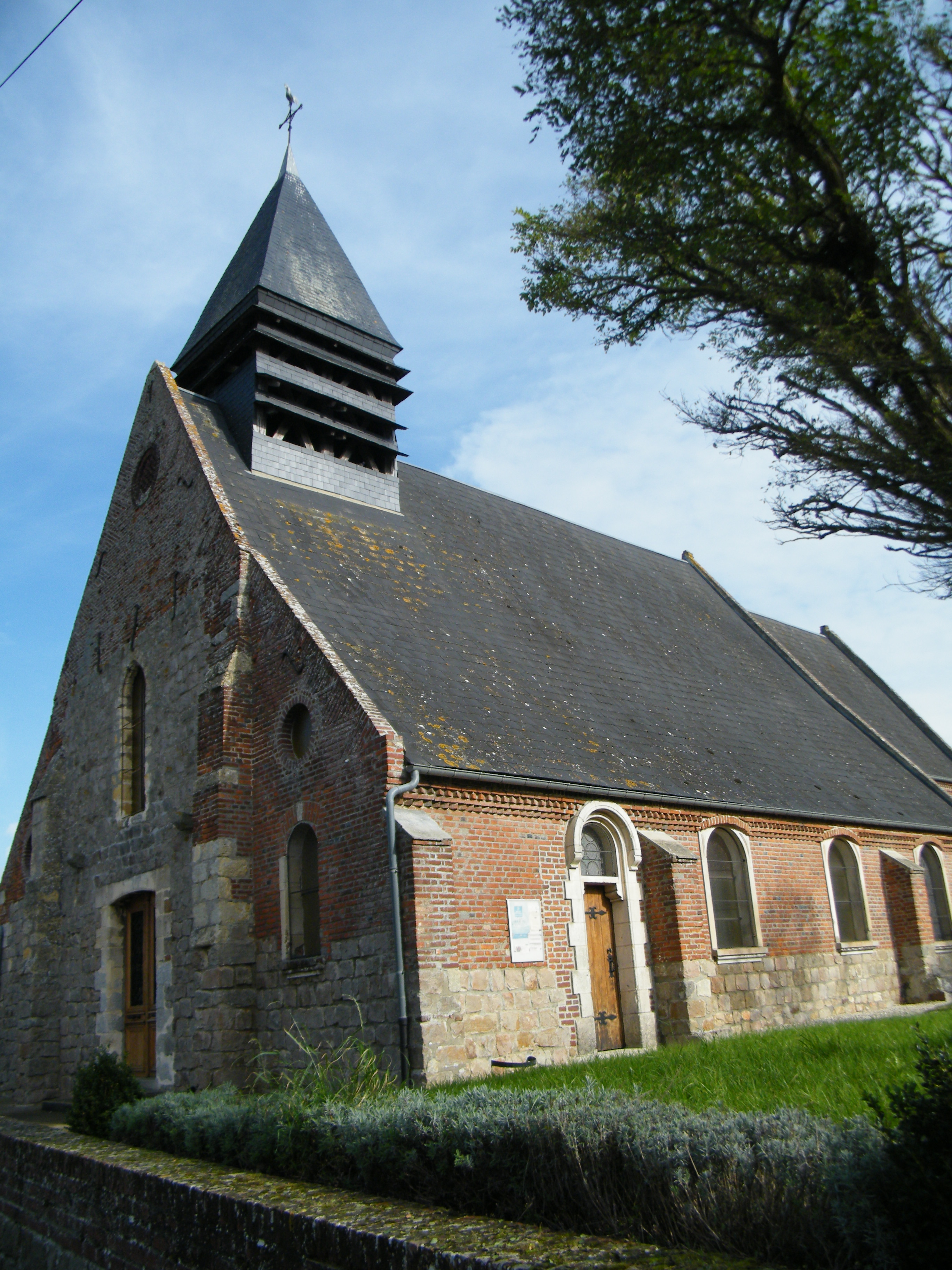
església

El 2007 hi havia 244 habitatges, 235 eren l'habitatge principal de la família, 2 eren segones residències i 7 estaven desocupats. Tots els 244 habitatges eren cases. Dels 235 habitatges principals, 202 estaven ocupats pels seus propietaris, 29 estaven llogats i ocupats pels llogaters i 4 estaven cedits a títol gratuït; 1 tenia una cambra, 7 en tenien dues, 34 en tenien tres, 60 en tenien quatre i 133 en tenien cinc o més. 103 habitatges disposaven pel capbaix d'una plaça de pàrquing. A 105 habitatges hi havia un automòbil i a 106 n'hi havia dos o més.

### Piràmide de població

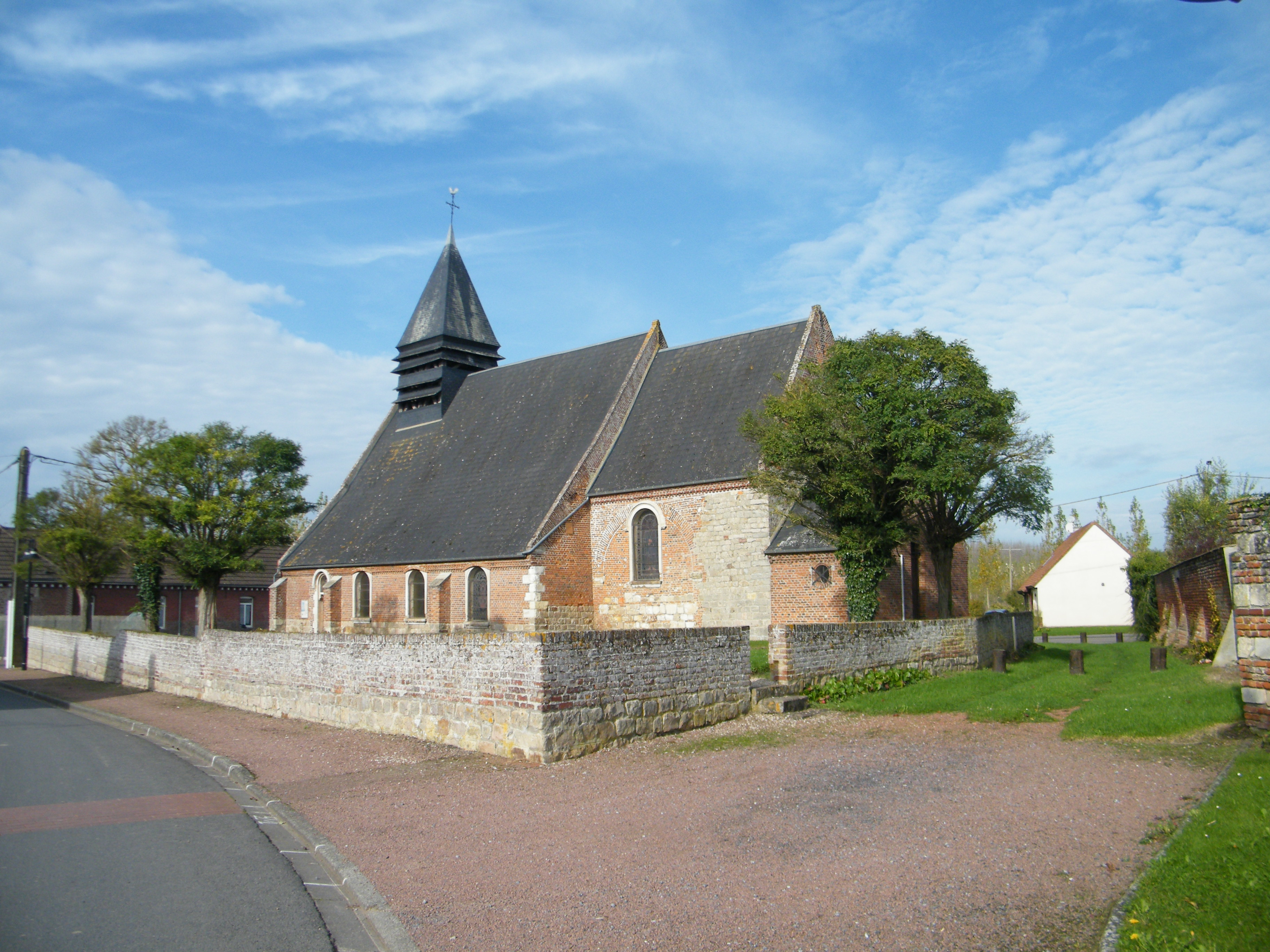

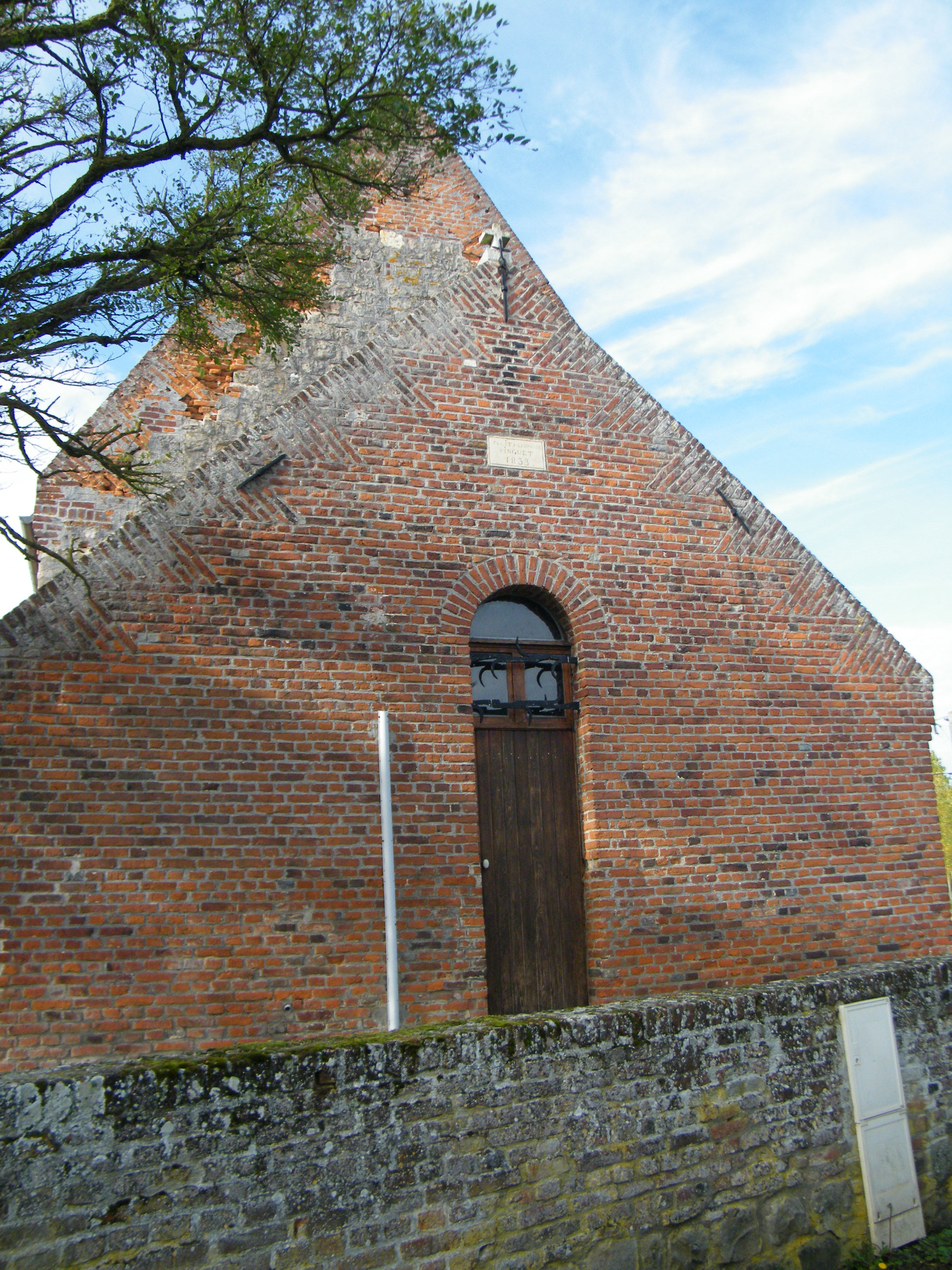

La piràmide de població per edats i sexe el 2009 era:
| Homes | Edats   | Dones |
| ----- | ------- | ----- |
| 0     | 95 o +  | 0     |
| 0     | 90 a 94 | 0     |
| 4     | 85 a 89 | 0     |
| 0     | 80 a 84 | 4     |
| 0     | 75 a 79 | 8     |
| 12    | 70 a 74 | 12    |
| 16    | 65 a 69 | 16    |
| 24    | 60 a 64 | 16    |
| 8     | 55 a 59 | 16    |
| 12    | 50 a 54 | 8     |
| 32    | 45 a 49 | 24    |
| 20    | 40 a 44 | 24    |
| 20    | 35 a 39 | 24    |
| 24    | 30 a 34 | 28    |
| 12    | 25 a 29 | 20    |
| 24    | 20 a 24 | 16    |
| 32    | 15 a 19 | 12    |
| 32    | 10 a 14 | 16    |
| 32    | 5 a 9   | 20    |
| 16    | 0 a 4   | 16    |

## Economia
El 2007 la població en edat de treballar era de 387 persones, 279 eren actives i 108 eren inactives. De les 279 persones actives 246 estaven ocupades (135 homes i 111 dones) i 32 estaven aturades (16 homes i 16 dones). De les 108 persones inactives 38 estaven jubilades, 34 estaven estudiant i 36 estaven classificades com a «altres inactius».

### Ingressos
El 2009 a Brouchy hi havia 233 unitats fiscals que integraven 589,5 persones, la mediana anual d'ingressos fiscals per persona era de 17.178 €.

### Activitats econòmiques
Dels 11 establiments que hi havia el 2007, 2 eren d'empreses de fabricació d'altres productes industrials, 3 d'empreses de comerç i reparació d'automòbils, 2 d'empreses de transport, 1 d'una empresa de serveis, 2 d'entitats de l'administració pública i 1 d'una empresa classificada com a «altres activitats de serveis».
L'únic servei als particulars que hi havia el 2009 era un taller de reparació d'automòbils i de material agrícola.
L'any 2000 a Brouchy hi havia 9 explotacions agrícoles que ocupaven un total de 891 hectàrees.

## Equipaments sanitaris i escolars

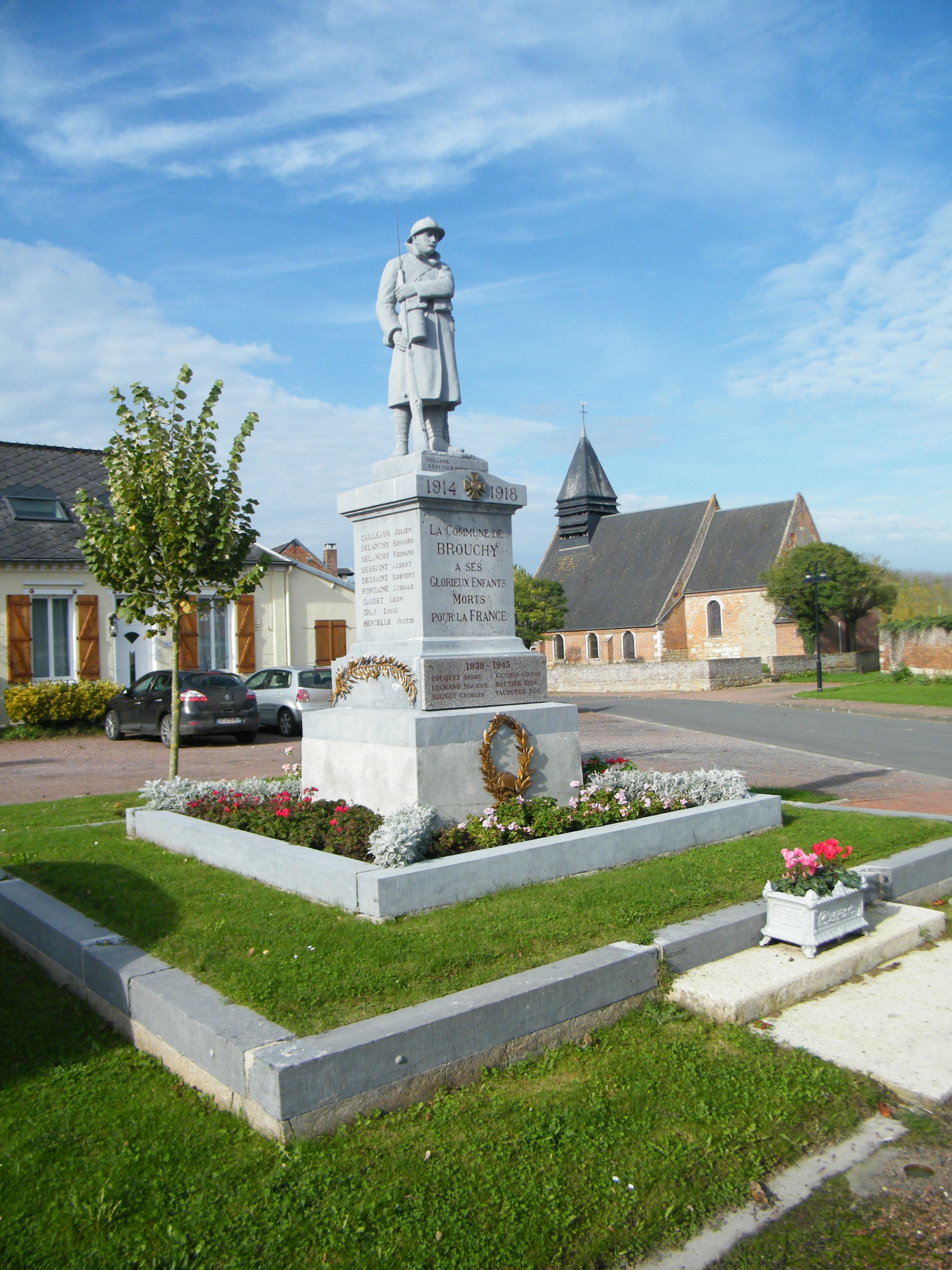

El 2009 hi havia una escola elemental integrada dins d'un grup escolar amb les comunes properes formant una escola dispersa.

## Poblacions més properes

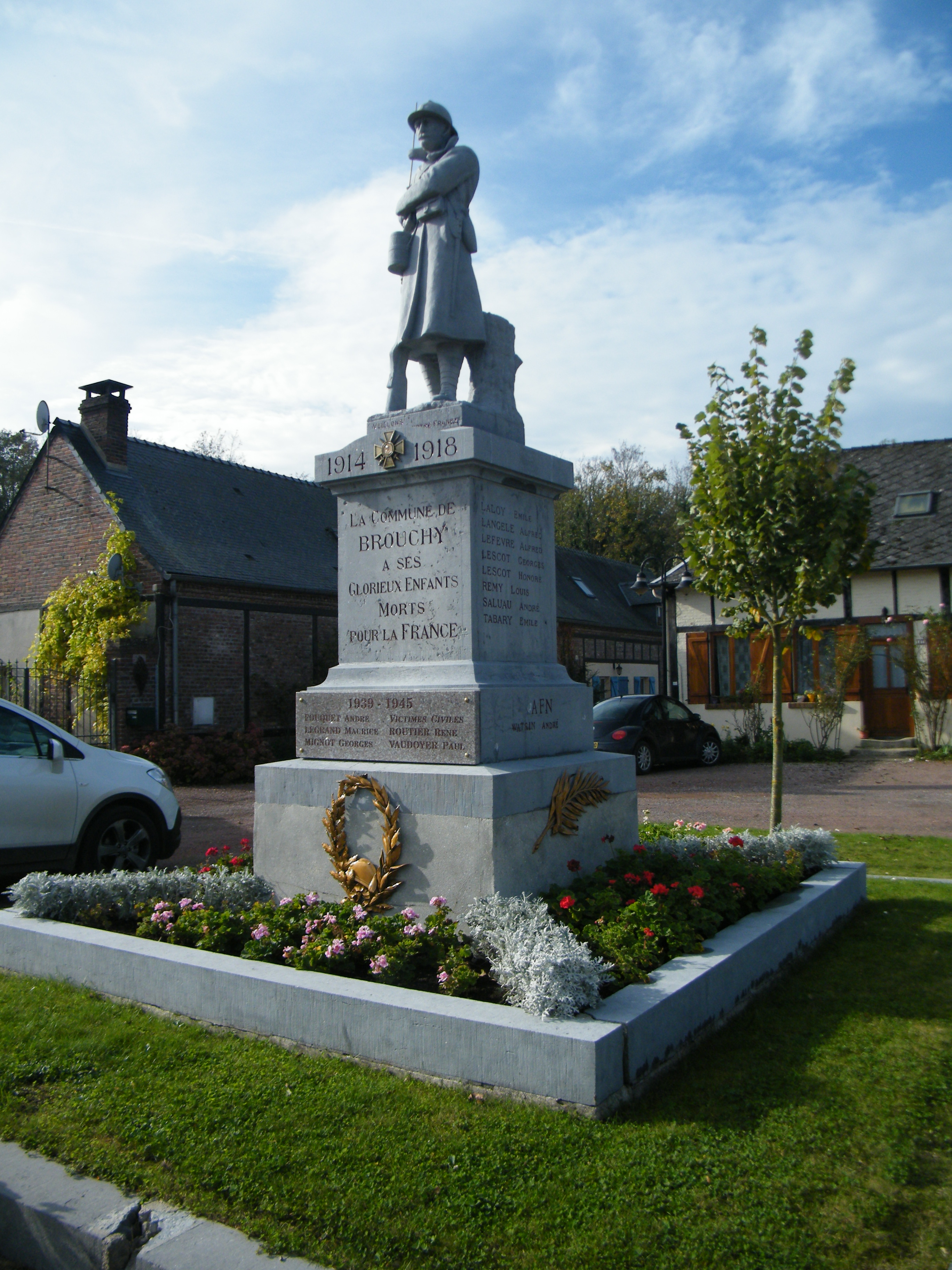

El següent diagrama mostra les poblacions més properes.